# Hervé Phélippeau
Hervé Phélippeau (Lorient, 16 settembre 1962) è un ex mezzofondista francese.

## Palmarès

### Europei indoor
- 1 medaglia:
  - 1 oro (L'Aia 1989 nei 1500 m piani)

## Altre competizioni internazionali
1989
- Bronzo alla Grand Prix Final ( Monaco), 1500 m piani - 3'40"25